# Keroun
Keroun – gaun wikas samiti we wschodniej części Nepalu w strefie Kośi w dystrykcie Morang. Według nepalskiego spisu powszechnego z 2001 roku liczył on 2541 gospodarstw domowych i 12435 mieszkańców (6352 kobiet i 6083 mężczyzn).